# Eitzen, Minnesota
Eitzen, Minnesota (енгл. Eitzen) град је у америчкој савезној држави Минесота.

## Демографија
По попису из 2010. године број становника је 243, што је 14 (6,1%) становника више него 2000. године.
| Група             | 2000.        | 2010.        |
| Белци             | 229 (100,0%) | 243 (100,0%) |
| Афроамериканци    | 0 (0,0%)     | 0 (0,0%)     |
| Азијати           | 0 (0,0%)     | 0 (0,0%)     |
| Хиспаноамериканци | 0 (0,0%)     | 0 (0,0%)     |
| Укупно            | 229          | 243          |